# Murad Hüseynov
Murad Hüseynov (Machačkala, 25 gennaio 1989) è un ex calciatore azero, nato in Russia, di ruolo attaccante.